# Samwer (Familie)
Samwer ist der Name einer Unternehmerfamilie. Sie brachte Juristen, Offiziere, Politiker und Unternehmer hervor und gehört heute zu den vermögendsten in Deutschland.

## Herkunft
1790 bis 1828 lebte in Eckernförde ein Advokat Carl August Samwer. Als dessen Vater wurde im Kirchenbuch von Dänischenhagen Hinrich Christian Samwer, herumreisender Tablet-Krämer aus dem Hannöverschen angegeben.
1804 starb die angebliche Mutter von Carl August Samwer und er wuchs bei Simon Carl von Wasmer (1765–1826), Erbherrn von Bienebek, auf. Als Carl August 1813 dessen älteste Tochter, Sophie von Wasmer, heiraten wollte, offenbarte ihm ihr Vater, dass er ein außereheliches Kind von ihm und Dorothea Christine Schütt (1769–1804), und somit Sophie seine Halbschwester sei.

## Nachfahrentafel
1. Simon Carl von Wasmer (1765–1826), Erbherr von Bienebeck, liiert mit Dorothea Christine Schütt (1769–1804)
2. Carl August Samwer (1790–1828), Advokat in Eckernförde,
3. Karl Friedrich Lucian Samwer (1819–1882), Jurist, Hochschullehrer und Diplomat in Kiel und Gotha ⚭ Marie Magdalene Møller (1826–1923)
4.1. Ernst Samwer (1856–1937), Königlicher Preußischer Oberregierungs-Rat und Vorstandsmitglied der Deutschen Verkehrs-Kredit-Bank
4.2. Marie Amalie Luise Samwer (1858–1946), Sprachlehrerin
4.3. Elisabeth (Ella) Mary Charlotte Samwer (1859–1954), ⚭ 1878 Max von Bahrfeldt
4.4. Karl August Friedrich Samwer (1861–1946), Jurist, Generaldirektor der Gothaer Lebensversicherungsbank ⚭ Gertrud Stengel (1864–1939), Tochter von Adolph Stengel
5.1. Friedrich Samwer (1892–1953), preußischer Offizier, Oberforstmeister in Magdeburg ⚭ mit Vera von Menges
5.2. Adolf Franz Samwer (1895–1958), Versicherungskaufmann, Vorstandsvorsitzender der DKV und Politiker (GB/BHE, später CDU)
6.1. Sigmar-Jürgen Samwer (* 1938), Jurist und Rechtsanwalt in Köln
7.1. Marc Samwer (* 1970), Internetunternehmer
7.2. Oliver Samwer (* 1972), Internetunternehmer
7.3. Alexander Samwer (* 1975), Internetunternehmer
4.5. Viktor Woldemar Eduard Samwer (1863–1924), Senatspräsident am OLG Jena, Aufsichtsratsmitglied der Gothaer Feuerversicherungsbank.
4.6. Friedrich (Fritz) Peter Gustav Samwer (1866–1947), preußischer Generalmajor
4.7. Helene (1873–1908), ⚭ mit Friedrich Dolezalek.